# フレデリック・ソディ
フレデリック・ソディ（英語: Frederick Soddy, 1877年9月2日 – 1956年9月22日）は、イギリスの化学者である。放射性元素の研究で、アルファ崩壊・ベータ崩壊などを見出した。1921年に原子核崩壊の研究、同位体の理論に関してノーベル化学賞を受賞した。また、後には経済学に関する研究もおこなっている。
1910年王立協会会員 (FRS:Fellow of the Royal Society) になり、1936年にSirの称号を授与された。
月の裏にある小クレーター・ソディと、含ウランケイ酸塩鉱物のソディ石（Soddyite）に命名されている。

## 経歴と主な業績
イングランドのイーストボーンに生まれる。15歳のとき、将来技師になることを目指してイーストボーン・カレッジに入学した。2年後にユニヴァーシティ・カレッジへ転学し、ここで科学と古典学を学んだ。さらにオックスフォード大学マートンカレッジに入りオドリング教授のもとで有機化学を学んだ。ここでBA (Bachelor of Arts) の学位を取得した。
その頃のオックスフォード大学では古典文学や神学、政治学などが主流で、自然科学は振るわなかった。そこでソディは、たまたまカナダのトロント大学に化学教師の空席があることを知り、その席を得ようと招かれたわけでもないのに一方的に乗り込んだが、その数日前に前任者が復帰していたのでこの無謀な企ては徒労に終わった。あきらめて帰国する途中、たまたま立ち寄ったモントリオールのマギル大学でハリントン教授にカナダに来た事情を話したところ、運よく化学助手に欠員があったので年俸100ポンドで採用されることになった (1900年)。
この大学でソディはアーネスト・ラザフォードと放射性崩壊の研究をおこなった。ソディとラザフォードは放射性元素の特異な性質が、他の元素へと崩壊することによって起きることを明らかにした。この放射性崩壊はアルファ線・ベータ線・ガンマ線を発生させていた。放射性物質が発見された当時、誰にもその原因はわからなかったのである。原子の変化が実際に起きていることを証明するため、ソディとラザフォードは慎重に研究を進める必要があった。この研究結果は1902年に「原子壊変説」(放射性変換説ともいう)  として発表された。
ラザフォードはクライストチャーチの ニュージーランド大学を卒業後、ケンブリッジ大学キャベンディッシュ研究所への留学を希望して英連邦の奨学金を申請したが、惜しくも次点であった。しかし一位の人物が個人的な理由で辞退したため繰り上げで奨学金を受け取れることになり、希望を果たすことが出来た。1898年ケンブリッジ大学からマギル大学の物理学教授として就任した。学内のアカデミックな会合でソディと知り合い、共同研究をすることになった。つまり、ソディとラザフォードの出会いは双方の偶然が重なりあった結果であった。
ソディの研究と放射性物質に関する新たな知見をわかりやすく紹介した評論は、ハーバート・ジョージ・ウェルズの小説『解放された世界』（1914年）に大きなインスピレーションを与えた。この小説は未来に起きる長期の戦争で複葉機から投下される原子爆弾が描かれていることが特徴で、混乱から平和な社会が出現する内容である。ソディは著書『Wealth, Virtual Wealth and Debt（富，仮想的な富そして負債）』（1926年）においてウェルズの『解放された世界』を称賛している。ソディはまた、放射性物質のプロセスがおそらく恒星の原動力であろうと述べている。
1903年にソディはウィリアム・ラムゼーとユニヴァーシティ・カレッジ・ロンドンで、ラジウムエマネーションの崩壊によりヘリウムが生成することを確認した。しかし、この時点ではまだヘリウムの生成とアルファ粒子の関連付けはできなかった。この成分 (ヘリウム) は1868年にピエール・ジャンサンとノーマン・ロッキャーによって、太陽スペクトルの分析から発見されていたものであった。1908年にアーネスト・ラザフォードとトーマス・ロイズ が共同実験を行なった。この実験で、ラジウムの試料は中空のガラス球内に設置されたガラス容器に封入された。アルファ粒子は薄いガラスの壁を通り抜けることができたが、その周囲のガラス容器の中にとどまった。長い時間をかけた実験ののち、ガラス球の内容物をスペクトル解析した結果、ヘリウムの存在が明らかになった。結局、ラザフォードとロイズによってアルファ粒子（アルファ線）の正体がヘリウム原子核であることが明らかにされた。
1904年から1914年までソディはグラスゴー大学で講師を務めた。この間にウランがラジウムへと崩壊することを示し、両者の間にウランX2 (プロトアクチニウム234の歴史的名称) が存在することを発見し、さらにこの系列に属するイオニウム (トリウム230の歴史的名称) の周期律表上の位置と半減期を決定した。ソディはまた、放射性元素が化学的性質が同一にもかかわらず複数の原子量を持つ可能性を示した。ソディはこの概念を、「同じ場所」を意味する「アイソトープ」と名付けた。この名前はマーガレット・トッド（Margaret Todd）から示唆を受けたものである。のちにジョゼフ・ジョン・トムソンが非放射性元素も複数の原子量を持ちうることを示した。ソディはアルファ崩壊では原子番号が2つ小さい方へ、ベータ崩壊では1つ大きい方へと原子が遷移することを示した。これは放射性元素群の関係を理解する上で基礎となるステップだった。
1914年にはアバディーン大学の教授に任命され、第一次世界大戦に関連した研究をおこなった。1919年に化学の教授としてオックスフォード大学に移り、1936年に退職するまで務めた。ソディは研究室と講義要目の再編を手がけている。1921年に放射性崩壊の研究と同位体元素理論の公式化への貢献により、ノーベル化学賞を受賞した。
1921年から1934年までの間に執筆した4冊の著書では、「国際金融関係の根本的な再構築のための非現実的な活動」を続け、経済学について物理学、とりわけ熱力学の法則に基づいた見解を提供したが、「変人」として痛烈に退けられた。彼の主張の核心は「金本位制を捨てて、国際為替市場を変動相場制へ移行し、輸出超過と財政赤字をマクロ経済政策のツールとして周期的な傾向に対応する。これを容易にするため、消費者物価指数を含む経済統計部局を設置する」というものであったが、これは今日ごく普通に実施されている。一方、ソディのフラクショナルリザーブ銀行（Fractional-reserve banking）に関する意見は「現在も常識の範疇の外にとどまっている」。
なお、放射化学研究と経済学研究の背後には、一貫した問題意識があったという指摘がある。それは貧困問題で、ソディは，現代における富とはエネルギーであると考え、若い頃は原子力開発でエネルギー問題を解決し貧困問題も解決しようと考えていたが、やがて、貧困問題とは富／エネルギーの総量の問題ではなく、その配分の問題だと考えるようになり経済学に転じたという。
1936年に六球連鎖の定理を再発見した。この問題に登場する内接した円弧は「ソディの円弧」として知られていることがある。月のクレーターであるソディ（Soddy (crater)）は彼にちなんで名付けられた。ソディは1956年にブライトンで死去した。

## 著書
- Radioactivity (1904)
- The Interpretation of Radium (1909)[9]
- Matter and Energy (1912)
- The Chemistry of the Radio-elements (1915)
- Science and life: Aberdeen adresses (1920)
- Cartesian Economics: The Bearing of Physical Science upon State Stewardship (1921)
- Science and Life Wealth, Virtual Wealth, and Debt Money versus Man etc (1921)
- Nobel Lecture - The origins of the conception of isotopes (1922)
- Wealth, Virtual Wealth and Debt. The solution of the economic paradox (George Allen & Unwin, 1926)
- The wrecking of a scientific age (1927)
- The Interpretation of the Atom (1932)
- Money versus Man (1933)
- The Role of Money, Frederick Soddy (George Routledge & Sons Ltd, 1934. Internet Archive Gutenberg)
- Money as nothing for something ; The gold "standard" snare (1935)
- Present outlook, a warning : debasement of the currency, deflation and unemployment (1944)
- The Story of Atomic Energy (1949)
- Atomic Transmutation (1953)